# Piede da trincea
(Arthur Savage, un soldato inglese del fronte orientale nella prima guerra mondiale)
Il piede da trincea  è una malattia del piede causata da freddo, umidità e scarsa igiene. Classificata tra le sindromi da immersione, essa presenta un quadro clinico simile al congelamento ma con una prevalenza di manifestazioni di edema tissutale.
La malattia si manifesta tipicamente nei soldati impegnati in una guerra di posizione. Essa è stata descritta per la prima volta nel 1812 in occasione della ritirata di Russia dell'esercito di Napoleone, pur essendo inquadrata clinicamente nel 1915.

## Storia

Un manifesto dell'esercito degli Stati Uniti stampato durante la seconda guerra mondiale sensibilizza i soldati sulla prevenzione della malattia: Questo è il piede da trincea, previenilo tenendo i piedi asciutti e puliti.

Il piede da trincea è stato descritto per la prima volta nel 1812 dal barone Dominique-Jean Larrey, medico capo chirurgo dell'esercito francese in occasione della ritirata di Russia nell'esercito di Napoleone, quando la patologia ha avuto larga diffusione.
Essa si è manifestata specialmente durante la prima guerra mondiale tra i soldati degli opposti eserciti, poiché quel conflitto fu combattuto per lunghissimi periodi in trincee spesso fangose; è stata la più frequente causa di amputazioni ai piedi, come terapia estrema. Spesso i soldati, nonostante i dolori causati dai danni al sistema nervoso periferico, erano costretti a rimanere nel fango e di fatto venivano curati solo quando i danni neurologici erano tali da non permettere più loro di restare in piedi. Accadeva anche che alcuni soldati non evitassero di tenere i piedi nel fango, ma anzi cercassero tale condizione per poter essere ricoverati ed evitare quindi il combattimento.
Per combattere questa devastante patologia i soldati inglesi ricevettero l'ordine di asciugare i piedi e cambiare le calze più volte al giorno. In tal senso si è stimato che siano stati circa 20 000 i soldati inglesi colpiti dalla sindrome. Secondo altre fonti sono stati 75 000 i casi tra i soldati britannici e 2 000 tra i soldati americani.
Per porvi rimedio, alla fine del 1915 fu ordinato che nelle trincee i soldati britannici avessero tre paia di calzini ciascuno e cambiassero le calze almeno due volte al giorno, asciugandosi bene i piedi. Inoltre, dovevano coprirsi i piedi con un grasso a base di olio di balena. Tale pratica, come si sarebbe compreso in seguito, avrebbe tuttavia accentuato i problemi, perché non permetteva ai piedi una corretta traspirazione.
La patologia si è manifestata anche durante la seconda guerra mondiale con un'incidenza pari al 4% di tutte le patologie non derivanti da scontri in battaglia. Vi sono state segnalazioni di casi anche durante la campagna italiana, come nella battaglia di Montecassino.
Casi successivi sono stati segnalati nel corso della guerra del Vietnam dove, però, fu il caldo umido a favorire una variante tropicale chiamata Paddy foot, con lo sviluppo di infezioni.
Nella più recente guerra delle Falkland (1982), il piede da trincea si è verificato tra i soldati dell'esercito britannico, impegnati sul terreno, con una incidenza del 14%. Questa alta percentuale di incidenza di patologia è stata imputata alla non ottimale impermeabilizzazione delle calzature usate dai soldati britannici, le Direct Moulded Sole Boots (DMS boots), che erano in dotazione all'esercito britannico sin dal 1958.
La malattia è documentata anche in ambiti non strettamente militari: è stata ad esempio segnalata tra i ranger dei Parchi nazionali in Nuova Zelanda, tra senzatetto delle grandi metropoli e in generale tra le persone che per motivi di lavoro o altro devono rimanere a lungo con i piedi in acqua senza possibilità di adeguato movimento.
In occasione del Glastonbury Festival nel 2007 sono stati registrati casi analoghi per la presenza di condizioni meteo sfavorevoli durante tutta la durata del festival; anche se l'anno con il più alto numero di casi, circa 90 al giorno, è stato il 1998.

## Eziologia
A differenza del congelamento, il piede da trincea si produce per una permanenza prolungata dell'arto (almeno 10-12 ore) a basse temperature, inferiori a 10 °C (50 °F), quando manca un adeguato isolamento, e si può anche verificare alle mani. L'umidità, il vento, l'immobilità prolungata e il mantenere i piedi per più giorni bagnati, sono la causa scatenante la patologia insieme ad una scarsa igiene.
Le preesistenti patologie vascolari e vari fattori di rischio, tra cui il fumo, sono con-causa di accelerazione e aggravamento dello stato morboso. L'iperidrosi è ritenuta essere una concausa importante.

## Quadro clinico

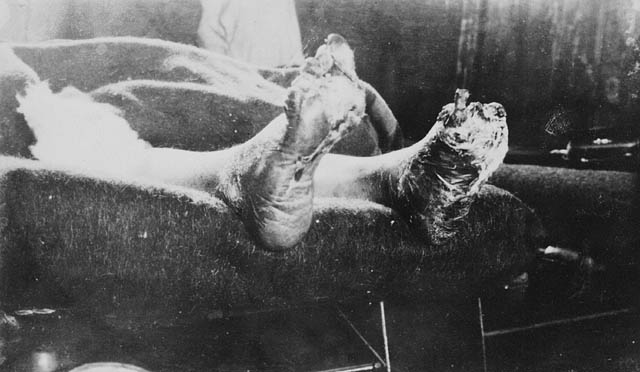
Un soldato della prima guerra mondiale colpito dalla sindrome

Il meccanismo del danno tissutale deriva da effetti sinergici di cause patogene multiple; infatti, le manifestazioni cliniche sono simili a quelle del congelamento, ma con una prevalenza della componente edemigena. All'esame al microscopio si rileva una neuropatia periferica con alterazioni patologiche degli assoni e ischemia degli stessi, il che spiega il dolore presente nella patologia. Sono possibili fenomeni di vasospasmo e nei casi più gravi anche fenomeni di trombosi venosa.
La causa principale è una ischemia ai tessuti e ai nervi dei piedi, danni che possono manifestarsi entro 24-48 ore.
L'entità del danno può variare. Nella prima fase i piedi sono arrossati e intorpiditi, poi subentra un gonfiore e un formicolio, quindi prurito e dolore, infine le vesciche, che possono infettarsi e trasformarsi in ulcere cutanee.
Se non curata, la lesione ai piedi può portare all'amputazione e talvolta anche la morte.
Il piede di trincea in fase avanzata, comportando spesso vesciche e piaghe aperte, può provocare infezioni che poi sono la causa dell'amputazione se questa non viene risolta con le terapie mediche (antibiotici) del caso. Le infezioni fungine subentrano soprattutto in presenza di condizioni locali di caldo umido; per questo motivo è talvolta chiamata ulcera tropicale (piede da giungla). Questa manifestazione si è presentata ai soldati americani nelle zone di guerra del pacifico durante la seconda guerra mondiale e durante la guerra del Vietnam.
Raramente sono stati segnalati casi di piede da trincea in soggetti predisposti, dopo una vasocostrizione dovuta ad una ingessatura ai piedi.
A differenza del congelamento, nella patologia del piede di trincea non è richiesta la presenza di temperature di congelamento, perché essa si può verificare a seguito di un'esposizione prolungata a temperature fino a circa 16 °C (60° Fahrenheit).
Clinicamente il paziente andrebbe indagato per la presenza di vasculite crioglobulinemica, anormalità nelle proteine totali, albumina, gammaglobuline, o livelli di complemento C3 o C4, iperviscosità del plasma o evidenza di alcolismo cronico che si manifesta con innalzamento di: emoglobina, PCV, RBC, MCV o gamma-glutamil-transpeptidasi (GGT).

## Prognosi
La malattia di norma si risolve spontaneamente con la guarigione. I casi di gangrena sono limitati alle situazioni di lunghissima esposizione e associati o meno a fattori patologici preesistenti. Le sindromi da immersione infatti sono tipiche dei soldati impegnati in una guerra di posizione in condizioni ambientali avverse, freddo-umido o caldo-umido o dei dispersi in mare. Spesso questi episodi si manifestano in inverno in soggetti senza casa (senzatetto).

## Terapia
La terapia del piede da trincea è assimilabile alla terapia della gangrena da congelamento. Si usano gli antibiotici, gli antinfiammatori e analgesici anche maggiori (oppioidi), va anche controllato e mantenuto in modo ottimale l'equilibrio metabolico del paziente.
Il trattamento non dovrebbe iniziare se le cause scatenanti non sono state rimosse, per evitare episodi con cicli ripetuti di gelo-disgelo tissutale.
In questa patologia la prevenzione, specialmente dell'ipotermia, permette di evitare le complicazioni e le manifestazioni gravi della patologia.

### Riviste
- HB. Shumacker, DI. Abramson, Sympathectomy in Trench Foot., in Ann Surg, vol. 125, n. 2, febbraio 1947,  pp. 203-15, PMID 17858925.
- BW. Goldstone, HV. Corbett, Aetiology of "Immersion Foot"., in Br Med J, vol. 1, n. 4336, febbraio 1944,  pp. 218-9, PMID 20785275.
- B. Hughes, THE CAUSES AND PREVENTION OF TRENCH FOOT., in Br Med J, vol. 1, n. 2890, maggio 1916,  pp. 712-4, PMID 20768139.

### Testi
- Alexander Stilwell, Tecniche di sopravvivenza. Survival in ogni parte del mondo, in tutte le condizioni ambientali e climatiche, Edizioni Mediterranee, 2001,  p. 157, ISBN 978-88-272-1429-9.
- Luigi Naldi e Alfredo Rebora, Dermatologia basata sulle prove di efficacia, Elsevier srl, 2006,  p. 485, ISBN 978-88-214-2799-2.
- (EN) John Vonhof, Fixing Your Feet: Prevention and Treatments for Athletes, Wilderness Press, 1º febbraio 2011,  p. 200, ISBN 978-0-89997-638-9.
- (EN) James A. Wilkerson, Medicine for mountaineering & other wilderness activities, The Mountaineers Books, 2 ottobre 2001,  p. 276, ISBN 978-0-89886-799-2.
- (EN) Jeffrey Isaac, The Outward Bound Wilderness First-Aid Handbook, Revised and Updated, Globe Pequot, 1º maggio 2008,  p. 145, ISBN 978-0-7627-4513-5.
- (EN) John Ellis, Eye-deep in hell: trench warfare in World War I, JHU Press, 1º settembre 1989,  p. 49, ISBN 978-0-8018-3947-4.